# Tisza-kastély (Kocsord)
A Tisza-kastély Kocsordon, Szabolcs-Szatmár-Bereg vármegyében található. (Árpád út 3.)

## Fekvése
Szabolcs-Szatmár-Bereg vármegye keleti részén, a 49-es főút mellett, Mátészalka közelében, Kocsordon található.

## A kastély fasza
A kocsordi uradalom és a kastély az évszázadok során többször is gazdát cserélt. Első ismert birtokosa a Csaholyi család volt. A település Csaholyi Anna házassága révén 
szállt Melith Györgyre, aki itt erődített kastélyt épített, majd azt öccsére, Péterre hagyta. A Melith család kihaltával a birtok a kincstárra szállt, majd 1696-ban 
a Szatmári vár tartozéka lett. A kastélyt, a hozzá tartozó parkkal együtt a későbbiekben a gróf Teleki család szerezte meg.
A 19. század elején a  birtok nagy része a kastéllyal és a hozzá tartozó parkkal együtt a gróf Dégenfeld család birtoka lett Dégenfeld Miksa révén, aki gróf Teleki Annát vette nőül. Később lányuk gróf Dégenfeld Schomburg Ilona (özv. Tisza Kálmánné) tulajdona lett, akitől fiára, Tisza Lajosra szállt a kúria és a hozzá tartozó park is. A kastély mai napig gróf Rózsa Imre tulajdonában áll.

## A kastélypark
A kastélyt körülvevő parkot még a 19. század elején telepítette a Dégenfeld család, a kúria gazdája, az akkori divat szerint, mintegy 7 hektárnyi területen.  
A kastély köré telepített park tájképi kertnek lett kialakítva.
Bár az idők viszontagságai folytán a park területe és növényzete is megfogyatkozott, az épület köré telepített parkban máig számtalan ritka fafajta és cserjekülönlegesség található:
A kastélypark kapuját átlépve már a bejárat közelében matuzsálemi korú, 25 méterre is megnövő termetes vadgesztenyefák, vagy más néven bokrétafák (Aesculus hippocastamum) fogadják a parkba lépő látogatót, jegenyefenyők szomszédságában.
A bejárattól kissé jobbra eső tisztáson tetemes méretű magányos vörös tölgy (Quercus rubra) hívja fel magára a figyelmet. Ez az ősszel rendkívül színpompás vöröses színbe öltöző  fa ősz idején csodálatos látványt nyújt.
A park fái közül külön említést érdemel a 28 méter magasságot is elérő páfrányfenyő (Gingko biloba), és – a mára már 120 éves – mezei juhar (Acer campestre), melynek zöldessárga, felálló fürtös virágai a lombfakadással egy időben nyílnak, s lombozata ősszel aranysárgára, vagy piroslóra színeződik.

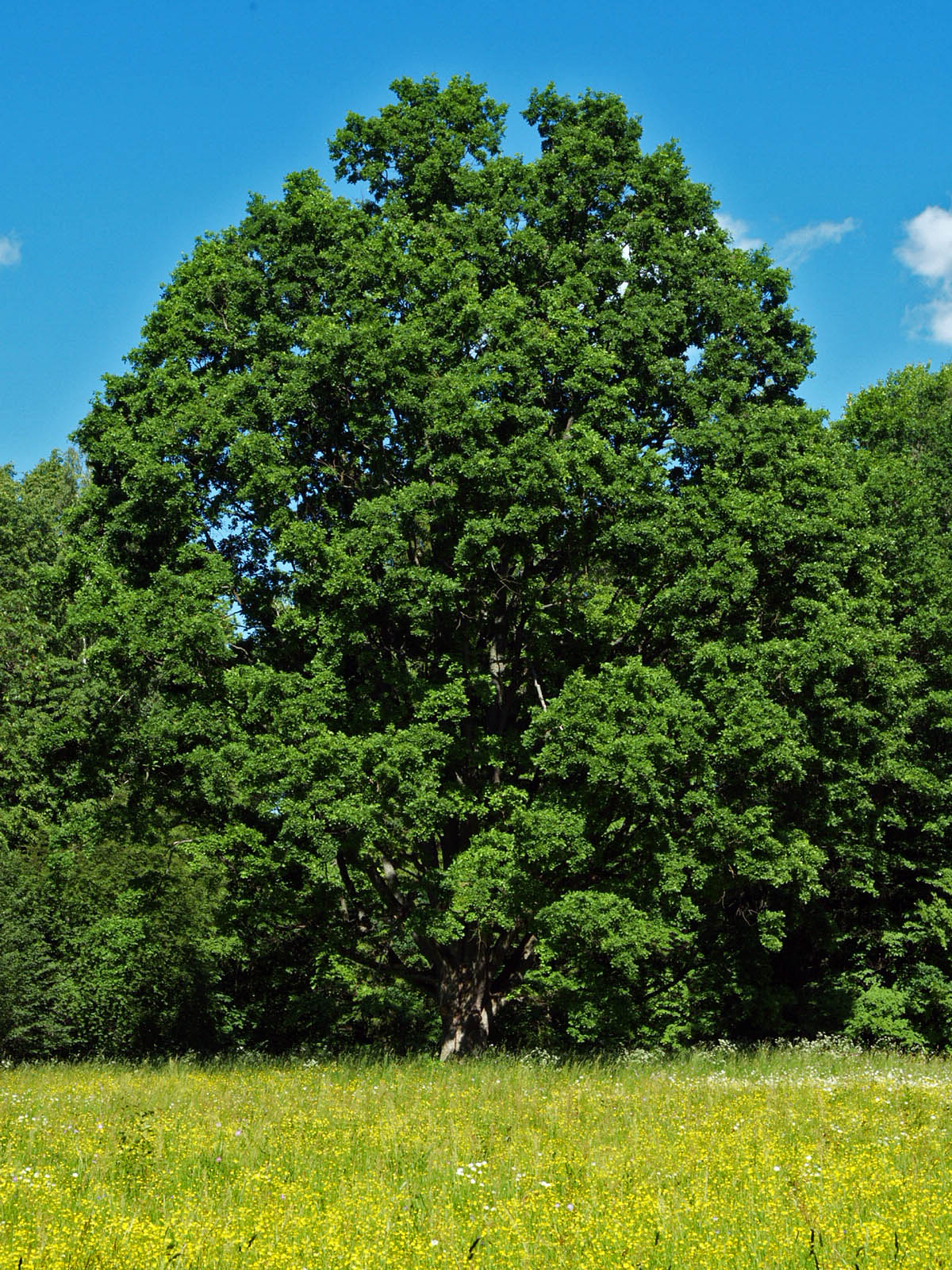
Kocsányos tölgy

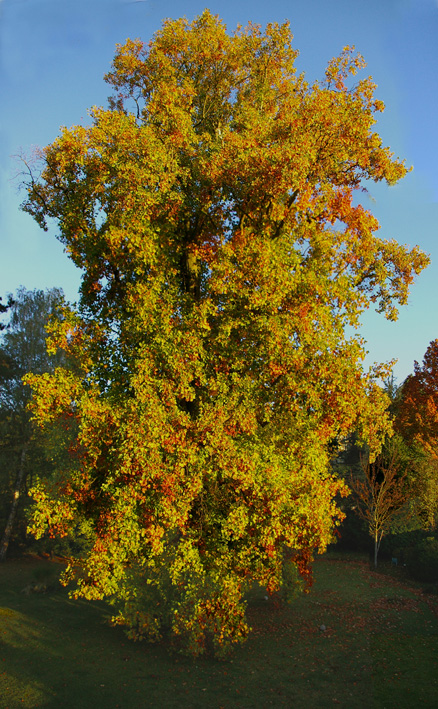
Tulipánfa

Megtalálható itt a különleges, ritka vörös szil (Ulmus rubra), és a szil néhány más változatú példánya, vagy a kocsányos tölgy (Quercus robur), mely Közép Európa jó vízellátású, mélyrétegű, kötött talajainak erdőt alkotó fája. Szabad térállásban széles, szétterülő kúp alakú koronát növeszt, és kocsányokon csüngő makkjairól könnyen felismerhető.
A park fajtagazdagságából nem marad ki a vasfa, az ezüst hárs (Tilia tomentosa) sem, mely hófehér, nemezes levélfonákjáról ismerhető fel, de található a kert fái között fekete dió (Juglans nigra) is, mely észak-amerikai faj, sötét, mélyen bordázott kérgéről, és hatalmas, szárnyasan összetett leveleiről ismerhető fel.
A kastélypark különleges ékessége még a kastély hátsó terasza melletti tisztás szélén álló, mára már 1 méter körméretűvé növekedett csodálatos amerikai tulipánfa (Liriodendron tulipifera) is, ez a magas termetűre növő észak-amerikai származású fa, mely egészen sajátos, minden más fától eltérő alakú leveleivel, 6-8 cm széles sárgászöld virágaival, beérve vöröslő hajtásaival különlegesnek számít.
A cserjék fajai közül is található még néhány, mint a japánbirs (Chaenomeles japonica) barackrózsaszín virágú változata, a sóskaborbolya (Berberis vulgaris), a széleslevelű fagyal (Ligustrum ovalifolium), az európai aranycserje (Forsythya europaea), vagy a törökmogyoró (Corylus colurna).
A kert örökzöldjeiből is megmaradt még itt a fenyőféléken kívül néhány faj, mint például a tiszafa, a buxus, és a ciprusfélék 1-1 példánya is.
A klasszicista stílusban épült kastélyban egészségügyi intézmény működött. Bezárása után a kastély külföldi tulajdonba került, máig üresen áll.[forrás?]

## Galéria

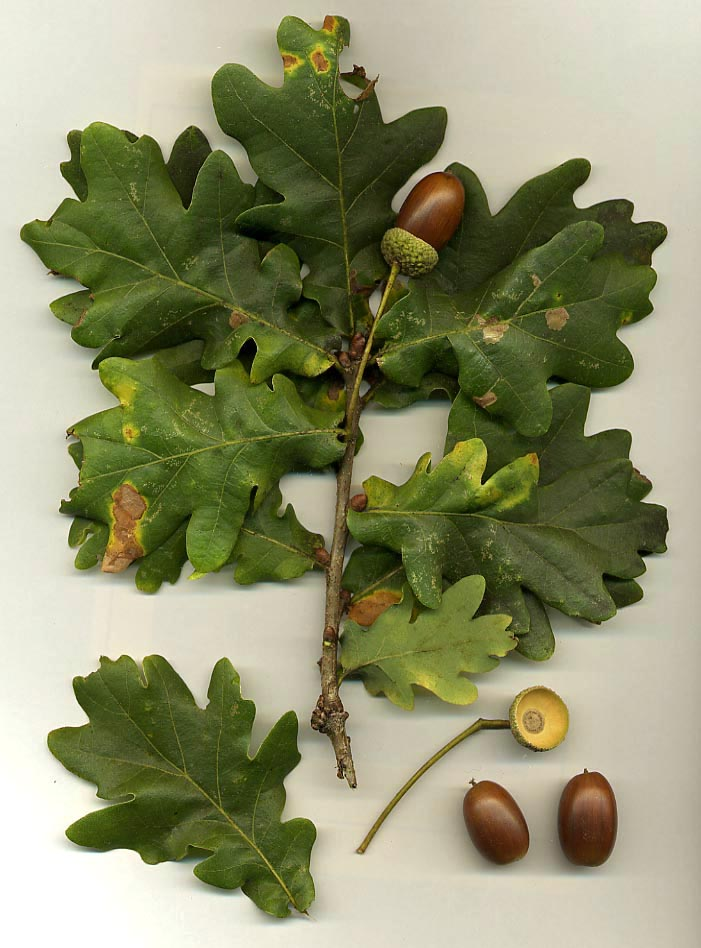
Kocsányos tölgy
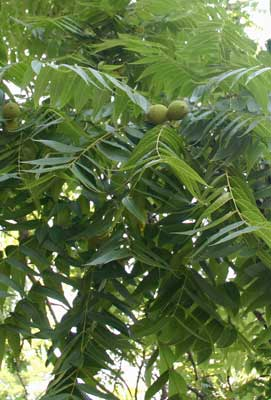
Fekete dió
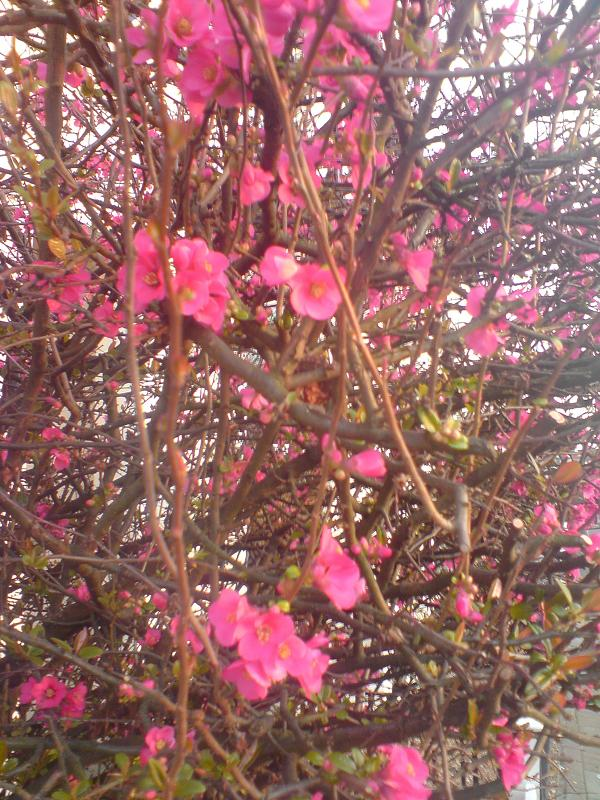
Japánbirs (Chaenomeles japonica) virágok